# Rivière Mistassini (Côte-Nord)
Der Rivière Mistassini ist ein kleinerer Fluss in der Verwaltungsregion Côte-Nord der kanadischen Provinz Québec.

## Flusslauf
Der Rivière Mistassini hat seinen Ursprung 10 km östlich des Réservoir Manic 2.
Er durchfließt die regionale Grafschaftsgemeinde Manicouagan in der Küstenregion im äußersten Süden der Labrador-Halbinsel in überwiegend südöstlicher Richtung. Dabei durchströmt er den Lac Mistassini sowie weitere kleinere Seen. Schließlich mündet er am Pointe Mistassini 4 km westlich der Siedlung Franquelin in das Ästuar des Sankt-Lorenz-Stroms. Kurz vor der Mündung überquert die Route 138 den Fluss. Der Rivière Mistassini hat eine Länge von 33 km.